# Kyokuto-kai
Il Kyokuto-kai (極東会 ?) è un'organizzazione criminale, sottoinsieme della Yakuza.

## Descrizione
Il Kyokuto-kai ha come sede Ikebukuro, nella città di Tokyo ed è formato da circa 1200 membri. L'organizzazione ha "uffici" in quattordici prefetture, inclusa Hokkaidō.
Nel 1993 Kyokuto-kai fu coinvolto in una faida, nota come la "guerra dei sei giorni", contro il clan Yamaguchi-gumi, che causò la morte di quattro persone e numerosi feriti, e conclusasi solo grazie all'intervento di un terzo gruppo yakuza, il Inagawa-kai, che agì da mediatore tra le due organizzazioni. Intorno ai primi anni 2000 è stato coinvolto in una faida contro il clan Matsuba-kai.